# Benno Reifenberg
Benno Carl Reifenberg (* 16. Juli 1892 in Oberkassel (Bonn); † 9. Februar 1970 in Kronberg im Taunus) war ein deutscher Journalist, Kunstkritiker, Schriftsteller und Publizist. Er schrieb auch unter dem Pseudonym „Florestan“.

## Leben
Reifenberg war der Sohn eines deutschen Vaters und einer niederländischen Mutter. Nach der Teilnahme am Ersten Weltkrieg trat er 1919 in die Redaktion der Frankfurter Zeitung ein. Von 1924 bis 1930 war er für das Feuilleton verantwortlich. Nach zwei Jahren (1930–1932) als Pariser Korrespondent der Frankfurter Zeitung übernahm er die Leitung der Politikredaktion und behielt sie bis zum Verbot des dem Propagandaministerium stets unliebsamen Blattes im Jahr 1943. Bis zum Kriegsende wurde er zum „Gehilfen“ des Gehirnforschers Oskar Vogt.
Nach dem Krieg bemühte er sich mit anderen vergeblich um eine Wiedergründung der „FZ“. 1945 bis 1958 war er Herausgeber der Halbmonatsschrift Die Gegenwart. Seit dem 1. Januar 1959 gehörte er zu den Herausgebern der Frankfurter Allgemeinen Zeitung und hatte diese Tätigkeit bis zum Jahresende 1965 inne. Nach seinem Rückzug aus der Redaktion blieb er ihr als Mitarbeiter weiter verbunden. Am 28. August 1964 wurde ihm in der Paulskirche in Frankfurt der Goethepreis der Stadt Frankfurt verliehen. Charakteristisch für Reifenberg war die starke Affinität zu Goethe. Diese Verbindung kam auch in seiner Dankesrede zur Preisverleihung zum Ausdruck. Von 1959 bis 1970 gehörte er dem Beirat der Friedrich-Naumann-Stiftung an.
Sein Sohn Jan Reifenberg (1923–2014) arbeitete für die F.A.Z. bis zum Eintritt in den Ruhestand als diplomatischer Korrespondent in Washington, Paris und Brüssel.

## Ehrungen
- 1952: Großes Verdienstkreuz der Bundesrepublik Deutschland
- 1957: Goethe-Plakette der Stadt Frankfurt am Main
- 1957: Mitglied der Deutschen Akademie für Sprache und Dichtung
- 1959: Laudator bei der Verleihung des Friedenspreises des Deutschen Buchhandels
- 1964: Goethepreis der Stadt Frankfurt am Main
- 1967: Ehrenplakette der Stadt Frankfurt am Main

## Veröffentlichungen (Auswahl)
- (zusammen mit Wilhelm Hausenstein): Max Beckmann, R. Piper & Co. Verlag, München 1949.
- Landschaften und Gesichter. Europa Verlag, Wien 1973, ISBN 3-203-50444-8.
- Das Einzigartige von Frankfurt. Ausgewählte Schriften, hrsg. von Helga Hummerich. Kramer, Frankfurt am Main 1979, ISBN 3-7829-0220-3.
- (zusammen mit Theodor Heuss und Hermann Heimpel; Hrsg.): Die großen Deutschen. 5 Bände. Propyläen Verlag, Berlin 1956.